# 샤우너 잔드

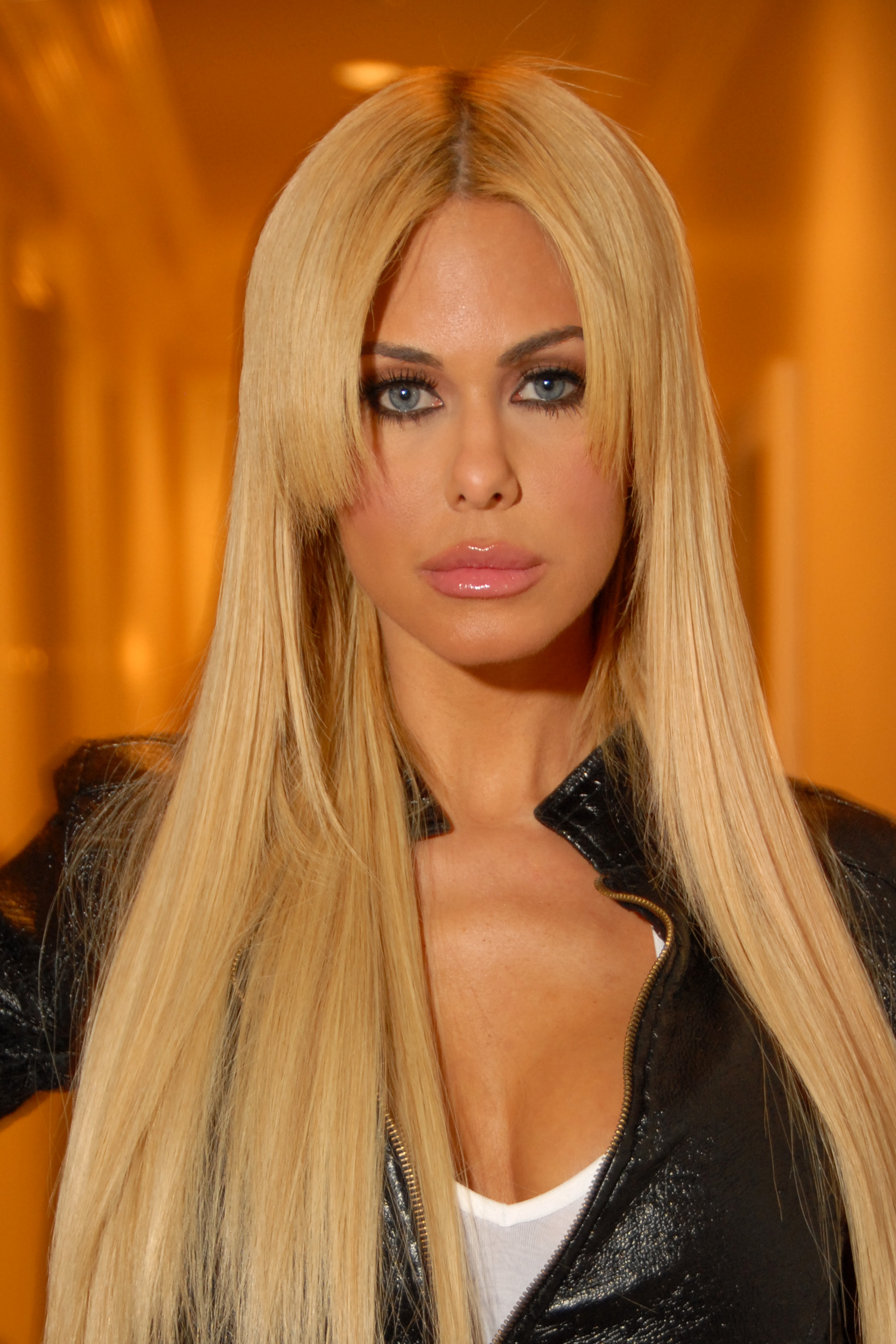

샤우너 잔드(Shauna Sand, 1971년 9월 2일 ~ )는 미국의 모델, 플레이메이트, 텔레비전 배우, 영화배우, 포르노 배우이다.
샌디에이고에서 태어났다.

## 영화
- 서큐버스: 헬 벤트 (2007년)
- 라스트 크로우 (1998년) - 엠마 역
- 레니게이드 (1992년)